# George Kordahi

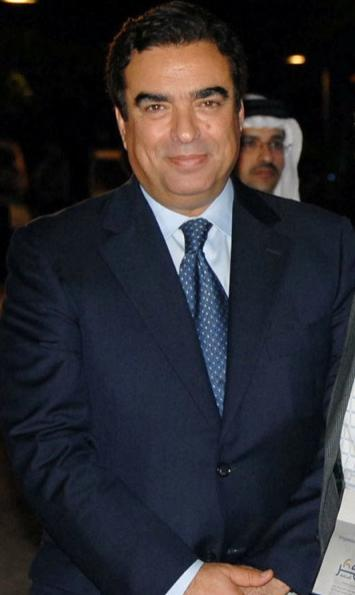
George Kordahi

George Kordahi (auch George Qordahi, * 1950) ist ein libanesischer Journalist und Fernsehmoderator. Seit September 2021 ist er Informationsminister in der Regierung Nadschib Miqati.
Er gilt im Libanon als eine prominente TV-Persönlichkeit.

## Leben und Wirken
Kordahi hat einen Bachelor-Abschluss in Rechts- und Politikwissenschaften der libanesischen Universität. Er begann seine berufliche Laufbahn 1970 bei der Zeitung Lisan Al-Hal; seine Fernsehkarriere startete er 1973 bei Télé Liban, dem öffentlich-rechtlichen Fernsehsender des Libanon, wo er bis zum Beginn des libanesischen Bürgerkriegs arbeitete. Auf der Flucht vor dem Krieg emigrierte er nach Frankreich und wechselte 1979 als Chefredakteur zu Radio Monte Carlo in Paris. Kordahi leitete 1992 den Rundfunksender Sharq in Paris, wo er blieb, bis er 1994 MBC FM in London leitete. Nach seiner Rückkehr in den Libanon war er für den libanesischen Fernsehsender LBCI tätig. Fortan präsentierte er in verschiedenen Fernsehsendern der Region  Shows wie Wer wird Millionär?, Al-Mosameh Karim und Hafez Wala Fahem. Ihm wurde der Titel des Goodwill-Botschafters der Umweltorganisation der Vereinten Nationen verliehen.
Kordahi gehört der katholischen Bevölkerungsgruppe an und wurde von der Marada-Partei vorgeschlagen.